# Jerry Cooke
Jerry Cooke (Den Haag, 24 januari 1963) is een voormalige Nederlands voetballer. De aanvaller speelde tussen 1981 en 1992 in totaal meer dan 300 wedstrijden in het Nederlandse betaald voetbal.

## Loopbaan
Cooke groeide op in Apeldoorn en kwam als jeugdspeler uit voor amateurvereniging AGOVV. In 1977 was hij finalist in de TROS Penalty Bokaal, waarbij vijf jeugdvoetballers het tegen elkaar moesten opnemen in het nemen van strafschoppen op doelverdediger Eddy Pieters Graafland. Hij kwam uit voor het Nederlands scholierenteam. Nadat hij van AGOVV naar de jeugd van FC Twente was overgegaan, werd hij geselecteerd voor het Nederlandse UEFA-elftal, het nationale team voor voetballers jonger dan achttien jaar. Cooke speelde hierin samen met leeftijdsgenoten als Fred Rutten, Ruud Gullit, Erwin Koeman en Ben Haverkort.
Op 15 augustus 1981 maakte Cooke onder trainer Rob Groener zijn debuut in het betaald voetbal in de wedstrijd MVV – FC Twente. Hij scoorde in de eerste helft de 1–0 voor FC Twente, dat de wedstrijd echter uiteindelijk met 3-1 verloor. Cooke werd vanaf 1982 uitgeleend aan De Graafschap. Na anderhalf seizoen werd hij in de winter van 1984 teruggehaald naar Enschede, dat op dat moment uitkwam in de Eerste divisie. Met Twente promoveerde Cooke in 1984 naar de Eredivisie. Hoewel hij geregeld speelde, wist hij geen vaste basisplek te veroveren en in 1985 ging hij van Twente opnieuw naar De Graafschap, waar hij een contract voor twee jaar tekende.
Bij De Graafschap wist Cooke wel te imponeren. Door zijn goede spel in de Eerste divisie, wist hij in 1987 een overgang naar Eredivisieploeg PEC Zwolle '82 te bewerkstelligen. In 1989 werd hij ingelijfd door SVV, dat aan de hand van ondernemer en geldschieter John van Dijk en met spelers als Jos Luhukay en Peter van Velzen in 1990 met afstand kampioen van de Eerste divisie werd. Cooke werd dat seizoen gekozen tot Nederlands voetballer van het jaar uit de Eerste Divisie.
Het seizoen erop werd door de nacompetitie degradatie uit de Eredivisie ternauwernood voorkomen, waarna SVV fuseerde met Dordrecht'90. Cooke werd als overbodig bestempeld en tekende in augustus 1991 een contract voor twee jaar bij FC Utrecht. In maart 1993 besloot hij zijn profloopbaan te beëindigen en liet hij zich overschrijven naar zijn oude ploeg AGOVV, dat in de Eerste klasse van het amateurvoetbal uitkwam. Cooke was op dat moment reeds jeugdtrainer bij de Apeldoornse vereniging. In 1989 speelde hij eenmaal in het Nederlands B-voetbalelftal.
Als trainer was Cooke voornamelijk actief in het amateurvoetbal, onder andere bij HSC '21 en Be Quick '28. In 2005 werd hij aangesteld als jeugdtrainer van de Vitesse/AGOVV Voetbal Academie. Dat jaar haalde hij tevens het diploma Coach Betaald Voetbal. Vanaf seizoen 2006/07 was hij hoofdtrainer van WSV uit Apeldoorn, maar in april 2007 besloten vereniging en trainer de samenwerking alweer te beëindigen, hij ging per december 2007 als trainer aan de slag bij NSC uit Nijkerk. Vanaf 2012 trainde Jerry Cooke de zaterdagselectie van RODA '46. Onder leiding van Cooke handhaafde het eerste zaterdagteam van RODA '46 zich in de eerste klasse. Halverwege de competitie 2013-2014 namen RODA '46 en Cooke het besluit om aan het einde van het seizoen uit elkaar te gaan. Cooke zette zijn trainersloopbaan voort bij VV Beekbergen, in de buurt van zijn woonplaats Apeldoorn.

## Statistieken
| Seizoen | Club            | Land      | Competitie     | Wed. | Goals |
| ------- | --------------- | --------- | -------------- | ---- | ----- |
| 1981/82 | FC Twente       | Nederland | Eredivisie     | 18   | 1     |
| 1982/83 | → De Graafschap | Nederland | Eerste divisie | –    | –     |
| 1983/84 | → De Graafschap | Nederland | Eerste divisie | –    | –     |
| 1983/84 | FC Twente       | Nederland | Eerste divisie | 12   | 0     |
| 1984/85 | FC Twente       | Nederland | Eredivisie     | 17   | 0     |
| 1985/86 | De Graafschap   | Nederland | Eerste divisie | –    | –     |
| 1986/87 | De Graafschap   | Nederland | Eerste divisie | –    | –     |
| 1987/88 | PEC Zwolle '82  | Nederland | Eredivisie     | 24   | 1     |
| 1988/89 | PEC Zwolle '82  | Nederland | Eredivisie     | 32   | 5     |
| 1989/90 | SVV             | Nederland | Eerste divisie | –    | –     |
| 1990/91 | SVV             | Nederland | Eredivisie     | 22   | 0     |
| 1991/92 | FC Utrecht      | Nederland | Eredivisie     | 22   | 0     |
| 1992/93 | FC Utrecht      | Nederland | Eredivisie     | 1    | 0     |
| Totaal  | Totaal          | Totaal    | Totaal         | 138  | 7     |